# Schebekino

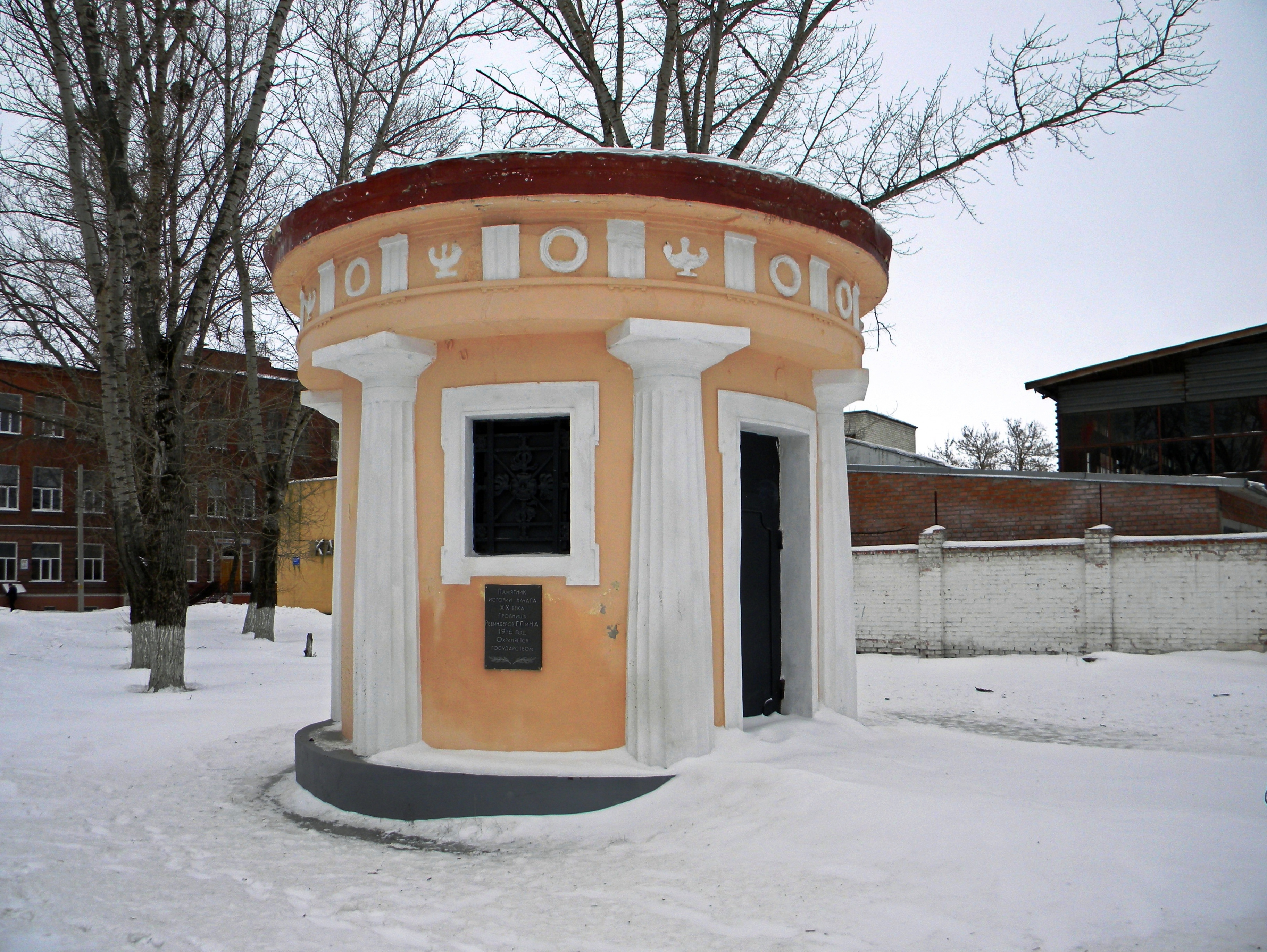
Grabstätte der Familie Rehbinder (1916)

Schebekino (russisch Шебекино) ist eine Stadt in der Oblast Belgorod (Russland) mit 44.279 Einwohnern (Stand 14. Oktober 2010).

## Geografie
Die Stadt liegt etwa 30 km südöstlich der Oblasthauptstadt Belgorod am Fluss Neschegol unweit seiner Mündung in den Sewerski Donez, einen rechten Nebenfluss des Don, nur etwa sechs Kilometer von der Grenze zur Ukraine entfernt.
Schebekino ist der Oblast administrativ direkt unterstellt und zugleich Verwaltungszentrum des gleichnamigen Rajons.

## Geschichte
Unweit der heutigen Stadt wurde 1654 die Festung Neschegolsk im Verlauf der Belgoroder Verteidigungslinie an der damaligen Südgrenze des Russischen Reiches errichtet. Der Ort selbst wurde als Sloboda Schibekina 1713 gegründet, benannt nach dem lokalen Verwaltungsbeamten und Grundbesitzer Oberstleutnant Iwan Schibeko, der die Besiedlung des Ortes initiierte. Später war auch die Schreibweise Schebekina anzutreffen.
Im 19. Jahrhundert gehörte das Dorf dem Generalleutnant Alexei Maximowitsch Rehbinder (1795–1869), der einer ursprünglich westfälischen, später deutsch-baltischen Adelsfamilie entstammte. Unter ihm nahm die Entwicklung des Ortes mit der Errichtung einer Zuckerfabrik 1839 einen Aufschwung, die sein Sohn, der General Alexander Alexejewitsch Rehbinder, erfolgreich weiterführte.
1928 wurde Schebekino Verwaltungszentrum eines Rajons, 1938 erhielt der Ort unter dem heutigen Namen das Stadtrecht.
Im Zweiten Weltkrieg wurde Schebekino am 14. Juni 1942 von der deutschen Wehrmacht besetzt und am 9. Februar 1943 von Truppen der Woronescher Front der Roten Armee während des Vorrückens auf Charkow zurückerobert.
Um 1970 wurden mehrere umliegende Ortschaften eingemeindet (Ustinka, Titowka, Logowoje), sodass die Einwohnerzahl stark zunahm.
Im Mai 2023 kam es im Rahmen des Russisch-Ukrainischen Krieges zu Angriffen auf die Stadt. Diese führten bis Mitte Juni zur Evakuierung von 95 Prozent der Einwohner Schebekinos. Sie kamen in den Oblasten Lipezk, Woronesch, Tula, Pensa, Podolsk, Tomsk, Jaroslawl und Kaluga sowie auf der Krim unter.

### Bevölkerungsentwicklung
| Jahr | Einwohner |
| ---- | --------- |
| 1926 | 1.300     |
| 1939 | 9.449     |
| 1959 | 13.907    |
| 1970 | 25.956    |
| 1979 | 39.538    |
| 1989 | 44.552    |
| 2002 | 45.119    |
| 2010 | 44.279    |
| 2020 | 40.870    |

Anmerkung: Volkszählungsdaten (1926 gerundet)

## Kultur und Sehenswürdigkeiten
In der Umgebung der Stadt gibt es eine Reihe archäologischer Fundstätten, so beim Dorf Dmitrijewka (u. a. Grabhügel aus dem 8. und 9. Jahrhundert) sowie Überreste einer im 9. Jahrhundert gegründeten und 1240 von den Mongolen zerstörten Stadt beim Dorf Krapiwnoje. Einige archäologische Funde und andere Objekte aus der Zeit der Belgoroder Verteidigungslinie des 17.–18. Jahrhunderts sind im Historischen und Kunstmuseum Schebekino ausgestellt.
Im Dorf Simowenka des Rajons Schebekino steht die Himmelfahrtskirche (Вознесенская церковь/ Wosnessenskaja zerkow) von 1914, in Murom die Dreifaltigkeitskirche (Троицкая церковь/Troizkaja zerkow) von 1874 und in Tschurajewo die Erzengel-Michael-Kirche (Михаило-Архангельская церковь/Michailo-Archangelskaja zerkow) von 1873. In Bulanowka ist eine weitere Dreifaltigkeitskirche erhalten.

## Wirtschaft

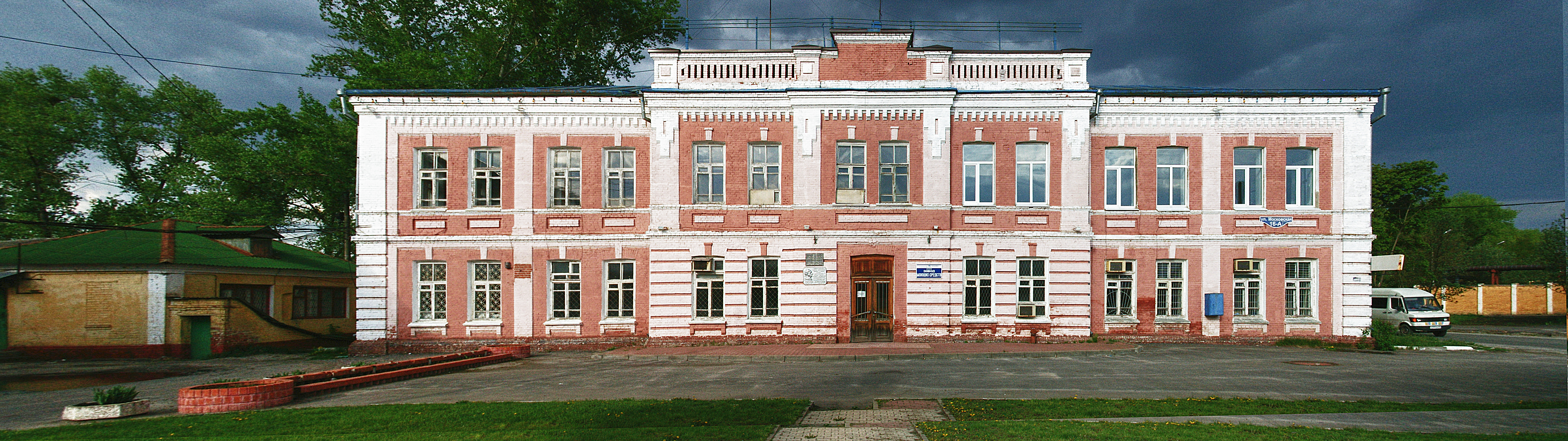
Verwaltungsgebäude der Zuckerfabrik (19. Jahrhundert)

In Schebekino gibt es mehrere anstelle der im Zweiten Weltkrieg zerstörten Zuckerfabrik entstandene chemische Fabriken, Maschinenbaubetriebe sowie Unternehmen der Bau- und Baumaterialienwirtschaft und der Lebensmittelindustrie.
Der Bahnhof Neschegol an der 1896 eröffneten Eisenbahnstrecke Belgorod–Kupjansk (Ukraine) liegt etwa fünf Kilometer westlich der Stadt.

## Söhne und Töchter der Stadt
- Sergei Ryschikow (* 1980), Fußballspieler
- Nikita Jerschow (* 2002), Fußballspieler